# ロジャー・ボイル (初代オーラリー伯爵)
初代オーラリー伯爵ロジャー・ボイル（Roger Boyle, 1st Earl of Orrery, 1621年4月25日 - 1679年10月16日）は、清教徒革命（イングランド内戦・三王国戦争）期から王政復古期のアイルランドの貴族・政治家。父は初代コーク伯爵リチャード・ボイル、母はキャサリン・フェントン。ボイルの法則で知られている化学者のロバート・ボイルは弟である。
清教徒革命でアイルランドを含むブリテン諸島全土が混乱する中、初め王党派だったが後に議会派に味方し、イングランド共和国成立後は護国卿オリバー・クロムウェルと息子のヘンリー・クロムウェルに協力してアイルランドの統治だけでなく、イングランド・スコットランドの政治にも深く関わった。王政復古の時流も上手く乗り切り、オーラリー伯爵に叙されアイルランド貴族の一員として台頭した。

## 生涯
1621年、コーク伯リチャード・ボイルとキャサリン・フェントン夫妻の第11子（5男）として生まれる。夭折していた長兄にちなみロジャーと命名、1628年にアイルランド貴族ブロッグヒル男爵（Baron of Broghill）に叙爵された。1630年にダブリンのトリニティ・カレッジへ入学、1636年にはイングランドのグレイ法曹院に移った。同年から1639年までの3年間にヨーロッパ大陸へグランドツアーに出かけ、フランス・スイス・イタリアを巡ったが、1639年にスコットランドで主教戦争が勃発したため急遽故郷へ帰国した。
1641年にアイルランドでイングランドへの反乱（アイルランド反乱・アイルランド同盟戦争）が起こった時、次兄リチャード・ボイルと共に1642年9月3日のリスカロールの戦いで反乱軍と戦った。ボイル家とイングランドは反乱軍から敵視される立場で、ブロッグヒル男爵はアイルランド王党派を指揮するオーモンド侯（後のオーモンド公）ジェームズ・バトラーに仕えていたが、1649年にイングランド王兼アイルランド王チャールズ1世が議会派に処刑されると降伏、イングランド・サマセットへ移住した。
それからは同じ王党派のインチクィン伯爵マロー・オブライエンを議会派へ転向させる工作に関与（ただし、インチクィン伯は後に王党派へ戻る）、プロテスタントのイングランド系アイルランド人であるニュー・イングリッシュの代表としてイングランド共和国のアイルランド統治を助けた。1657年9月にアイルランド総督（ロード・デピュティ）チャールズ・フリートウッドが辞任すると後任にオリバー・クロムウェルの4男ヘンリー・クロムウェルを推薦、アイルランドへ赴任したヘンリーの助言者としてウィリアム・ペティ、アイルランドの聖職者エドワード・ワースと共に支え、フリートウッドの統治下で権勢を振るったバプテストが混乱させたアイルランド社会を立ち直らせるのに尽力した。
一方でイングランドでもクロムウェルと親密な関係を築き、1653年に統治章典に基づきクロムウェルが護国卿になると、国務会議委員ではなかったがクロムウェルの助言者となり、1654年にクロムウェルへリチャード・バクスターを推薦し宗教政策に協力した。また第二議会で取り上げられた1657年1月の軍政監存続の課税法案否決に賛成、同じく議会で議論されたクロムウェルの国王即位問題では、保守派が急進派を抑える秩序維持の観点から即位を支持、統治章典に代わる謙虚な請願と勧告の成立に協力した。スコットランドでも体制安定を図り、1655年にスコットランド国務会議が設置されると議長に就任、イングランドに排除された国民盟約盟約派の穏健派（決議派）との提携を模索した。
しかし1658年にクロムウェルが死亡、護国卿を継いだ3男でヘンリーの兄リチャード・クロムウェルが無力と分かると、共和国を見限って王党派と連絡を取り、1660年に亡命中のチャールズ2世をアイルランドに招聘しようとした。イングランドで彼を迎える準備が整ったため実現しなかったが、仮議会でアランデル選挙区の庶民院議員に選出され、9月にはオーラリー伯爵に叙爵された。同年総督代理にも任命され、翌1661年の騎士議会でもアランデル選挙区の議員に選出された。また1662年制定の土地資産処分法作成に携わり、コーク県でシャルルヴィルという都市を建設した。
この頃ウィリアム・ペンと親交を結び、アイルランドで領地経営に励む彼に協力した。ペンとは同名の父ウィリアム・ペンと親しい縁で1656年から知り合ったが、アイルランド総督（ロード・レフテナント）になっていたオーモンド公に弟のシャノン子爵フランシス・ボイル共々仕えるとダブリンへ伺候、1666年に同じく伺候していたペンと再会した。翌1667年にクエーカーとなったペンが集会に出席している所をコーク市長に逮捕された時、マンスター首長としての権限を用いてペンを他のクエーカーと共に釈放させた。イングランドへ帰国したペンが1669年に再びアイルランドを訪れた際もダブリンでシャノン子爵らと共に彼を迎え、アイルランドで困窮しているクエーカーを助けるペンに協力した。
1668年までマンスター首長を務めたが、オーモンド公と対立し辞職した。それから庶民院に権力を悪用して庶民から金を集めていると弾劾されたが、チャールズ2世の介入で中断された。1673年にリムリック県主席治安判事に任命され、1679年に亡くなるまで務めた。

## 子女
第2代サフォーク伯セオフィラス・ハワードの娘マーガレットと結婚、2男5女を儲けた。長男ロジャー（1646年 - 1682年）はオーラリー伯爵を継承、娘エリザベスとマーガレットはそれぞれ初代ポーズコート子爵フォリオット・ウィンフィールド、第2代インチクィン伯ウィリアム・オブライエンと結婚した。

## 系譜図
|  |  |                  |                  |                  |                  |                                                                                              |                                                                                              |                                                                                              |                                                                                              |                                                                                              |                                                                                              |                                                                                               |                                                                                               |                                                                                               |                                                                                               |                                                                                               |                                                                                               |                                                           |                                                           |                                                                                             |                                                                                             | リチャード・ボイル 初代コーク伯爵 初代ダンガーヴァン子爵 (1566-1643)                        |                                                                                             |                                                                                             |                                                                                             |                                                                                            |                                                                                            |                                                                                               |                                                                                               |                                                                                               |                                                                                               |                                                                                               |                                                                                               |                                                                                            |                                                                                            |                                                                                            |                                                                                            |                                                                                            |                                                                                            |                                                                                           |                                                                                           |                                      |                                      |                              |                              |                              |                              |  |  |  |  |  |  |  |  |  |  |  |  |  |  |  |  |  |  |  |  |  |  |  |  |  |  |  |  |  |  |  |  |  |  |
|  |  |                  |                  |                  |                  |                                                                                              |                                                                                              |                                                                                              |                                                                                              |                                                                                              |                                                                                              |                                                                                               |                                                                                               |                                                                                               |                                                                                               |                                                                                               |                                                                                               |                                                           |                                                           |                                                                                             |                                                                                             |                                                                                             |                                                                                             |                                                                                             |                                                                                             |                                                                                            |                                                                                            |                                                                                               |                                                                                               |                                                                                               |                                                                                               |                                                                                               |                                                                                               |                                                                                            |                                                                                            |                                                                                            |                                                                                            |                                                                                            |                                                                                            |                                                                                           |                                                                                           |                                      |                                      |                              |                              |                              |                              |  |  |  |  |  |  |  |  |  |  |  |  |  |  |  |  |  |  |  |  |  |  |  |  |  |  |  |  |  |  |  |  |  |  |
|  |  |                  |                  |                  |                  |                                                                                              |                                                                                              |                                                                                              |                                                                                              |                                                                                              |                                                                                              |                                                                                               |                                                                                               |                                                                                               |                                                                                               |                                                                                               |                                                                                               |                                                           |                                                           |                                                                                             |                                                                                             |                                                                                             |                                                                                             |                                                                                             |                                                                                             |                                                                                            |                                                                                            |                                                                                               |                                                                                               |                                                                                               |                                                                                               |                                                                                               |                                                                                               |                                                                                            |                                                                                            |                                                                                            |                                                                                            |                                                                                            |                                                                                            |                                                                                           |                                                                                           |                                      |                                      |                              |                              |                              |                              |  |  |  |  |  |  |  |  |  |  |  |  |  |  |  |  |  |  |  |  |  |  |  |  |  |  |  |  |  |  |  |  |  |  |
|  |  | ロジャー・ボイル | ロジャー・ボイル | ロジャー・ボイル | ロジャー・ボイル | ロジャー・ボイル                                                                             | ロジャー・ボイル                                                                             |                                                                                              |                                                                                              | リチャード・ボイル 第2代コーク伯爵 初代バーリントン伯爵 第2代ダンガーヴァン子爵 (1612-1698)  | リチャード・ボイル 第2代コーク伯爵 初代バーリントン伯爵 第2代ダンガーヴァン子爵 (1612-1698)  | リチャード・ボイル 第2代コーク伯爵 初代バーリントン伯爵 第2代ダンガーヴァン子爵 (1612-1698)   | リチャード・ボイル 第2代コーク伯爵 初代バーリントン伯爵 第2代ダンガーヴァン子爵 (1612-1698)   | リチャード・ボイル 第2代コーク伯爵 初代バーリントン伯爵 第2代ダンガーヴァン子爵 (1612-1698)   | リチャード・ボイル 第2代コーク伯爵 初代バーリントン伯爵 第2代ダンガーヴァン子爵 (1612-1698)   |                                                                                               |                                                                                               | ルイス・ボイル 初代キナルミーキーのボイル子爵 (1619-1642) | ルイス・ボイル 初代キナルミーキーのボイル子爵 (1619-1642) | ルイス・ボイル 初代キナルミーキーのボイル子爵 (1619-1642)                                   | ルイス・ボイル 初代キナルミーキーのボイル子爵 (1619-1642)                                   | ルイス・ボイル 初代キナルミーキーのボイル子爵 (1619-1642)                                   | ルイス・ボイル 初代キナルミーキーのボイル子爵 (1619-1642)                                   |                                                                                             |                                                                                             | ロジャー・ボイル 初代オーラリー伯爵 (1621-1679)                                            | ロジャー・ボイル 初代オーラリー伯爵 (1621-1679)                                            | ロジャー・ボイル 初代オーラリー伯爵 (1621-1679)                                               | ロジャー・ボイル 初代オーラリー伯爵 (1621-1679)                                               | ロジャー・ボイル 初代オーラリー伯爵 (1621-1679)                                               | ロジャー・ボイル 初代オーラリー伯爵 (1621-1679)                                               |                                                                                               |                                                                                               | フランシス・ボイル 初代シャノン子爵 (1623-1699)                                            | フランシス・ボイル 初代シャノン子爵 (1623-1699)                                            | フランシス・ボイル 初代シャノン子爵 (1623-1699)                                            | フランシス・ボイル 初代シャノン子爵 (1623-1699)                                            | フランシス・ボイル 初代シャノン子爵 (1623-1699)                                            | フランシス・ボイル 初代シャノン子爵 (1623-1699)                                            |                                                                                           |                                                                                           | ロバート・ボイル (1627-1691)         | ロバート・ボイル (1627-1691)         | ロバート・ボイル (1627-1691) | ロバート・ボイル (1627-1691) | ロバート・ボイル (1627-1691) | ロバート・ボイル (1627-1691) |  |  |  |  |  |  |  |  |  |  |  |  |  |  |  |  |  |  |  |  |  |  |  |  |  |  |  |  |  |  |  |  |  |  |
|  |  | ロジャー・ボイル | ロジャー・ボイル | ロジャー・ボイル | ロジャー・ボイル | ロジャー・ボイル                                                                             | ロジャー・ボイル                                                                             |                                                                                              |                                                                                              | リチャード・ボイル 第2代コーク伯爵 初代バーリントン伯爵 第2代ダンガーヴァン子爵 (1612-1698)  | リチャード・ボイル 第2代コーク伯爵 初代バーリントン伯爵 第2代ダンガーヴァン子爵 (1612-1698)  | リチャード・ボイル 第2代コーク伯爵 初代バーリントン伯爵 第2代ダンガーヴァン子爵 (1612-1698)   | リチャード・ボイル 第2代コーク伯爵 初代バーリントン伯爵 第2代ダンガーヴァン子爵 (1612-1698)   | リチャード・ボイル 第2代コーク伯爵 初代バーリントン伯爵 第2代ダンガーヴァン子爵 (1612-1698)   | リチャード・ボイル 第2代コーク伯爵 初代バーリントン伯爵 第2代ダンガーヴァン子爵 (1612-1698)   |                                                                                               |                                                                                               | ルイス・ボイル 初代キナルミーキーのボイル子爵 (1619-1642) | ルイス・ボイル 初代キナルミーキーのボイル子爵 (1619-1642) | ルイス・ボイル 初代キナルミーキーのボイル子爵 (1619-1642)                                   | ルイス・ボイル 初代キナルミーキーのボイル子爵 (1619-1642)                                   | ルイス・ボイル 初代キナルミーキーのボイル子爵 (1619-1642)                                   | ルイス・ボイル 初代キナルミーキーのボイル子爵 (1619-1642)                                   |                                                                                             |                                                                                             | ロジャー・ボイル 初代オーラリー伯爵 (1621-1679)                                            | ロジャー・ボイル 初代オーラリー伯爵 (1621-1679)                                            | ロジャー・ボイル 初代オーラリー伯爵 (1621-1679)                                               | ロジャー・ボイル 初代オーラリー伯爵 (1621-1679)                                               | ロジャー・ボイル 初代オーラリー伯爵 (1621-1679)                                               | ロジャー・ボイル 初代オーラリー伯爵 (1621-1679)                                               |                                                                                               |                                                                                               | フランシス・ボイル 初代シャノン子爵 (1623-1699)                                            | フランシス・ボイル 初代シャノン子爵 (1623-1699)                                            | フランシス・ボイル 初代シャノン子爵 (1623-1699)                                            | フランシス・ボイル 初代シャノン子爵 (1623-1699)                                            | フランシス・ボイル 初代シャノン子爵 (1623-1699)                                            | フランシス・ボイル 初代シャノン子爵 (1623-1699)                                            |                                                                                           |                                                                                           | ロバート・ボイル (1627-1691)         | ロバート・ボイル (1627-1691)         | ロバート・ボイル (1627-1691) | ロバート・ボイル (1627-1691) | ロバート・ボイル (1627-1691) | ロバート・ボイル (1627-1691) |  |  |  |  |  |  |  |  |  |  |  |  |  |  |  |  |  |  |  |  |  |  |  |  |  |  |  |  |  |  |  |  |  |  |
|  |  |                  |                  |                  |                  |                                                                                              |                                                                                              |                                                                                              |                                                                                              | チャールズ・ボイル 第3代ダンガーヴァン子爵 (1639-1694)                                       | チャールズ・ボイル 第3代ダンガーヴァン子爵 (1639-1694)                                       | チャールズ・ボイル 第3代ダンガーヴァン子爵 (1639-1694)                                        | チャールズ・ボイル 第3代ダンガーヴァン子爵 (1639-1694)                                        | チャールズ・ボイル 第3代ダンガーヴァン子爵 (1639-1694)                                        | チャールズ・ボイル 第3代ダンガーヴァン子爵 (1639-1694)                                        |                                                                                               |                                                                                               |                                                           |                                                           |                                                                                             |                                                                                             |                                                                                             |                                                                                             |                                                                                             |                                                                                             | ロジャー・ボイル 第2代オーラリー伯爵 (1646-1682)                                           | ロジャー・ボイル 第2代オーラリー伯爵 (1646-1682)                                           | ロジャー・ボイル 第2代オーラリー伯爵 (1646-1682)                                              | ロジャー・ボイル 第2代オーラリー伯爵 (1646-1682)                                              | ロジャー・ボイル 第2代オーラリー伯爵 (1646-1682)                                              | ロジャー・ボイル 第2代オーラリー伯爵 (1646-1682)                                              |                                                                                               |                                                                                               |                                                                                            |                                                                                            |                                                                                            |                                                                                            |                                                                                            |                                                                                            |                                                                                           |                                                                                           |                                      |                                      |                              |                              |                              |                              |  |  |  |  |  |  |  |  |  |  |  |  |  |  |  |  |  |  |  |  |  |  |  |  |  |  |  |  |  |  |  |  |  |  |
|  |  |                  |                  |                  |                  |                                                                                              |                                                                                              |                                                                                              |                                                                                              | チャールズ・ボイル 第3代ダンガーヴァン子爵 (1639-1694)                                       | チャールズ・ボイル 第3代ダンガーヴァン子爵 (1639-1694)                                       | チャールズ・ボイル 第3代ダンガーヴァン子爵 (1639-1694)                                        | チャールズ・ボイル 第3代ダンガーヴァン子爵 (1639-1694)                                        | チャールズ・ボイル 第3代ダンガーヴァン子爵 (1639-1694)                                        | チャールズ・ボイル 第3代ダンガーヴァン子爵 (1639-1694)                                        |                                                                                               |                                                                                               |                                                           |                                                           |                                                                                             |                                                                                             |                                                                                             |                                                                                             |                                                                                             |                                                                                             | ロジャー・ボイル 第2代オーラリー伯爵 (1646-1682)                                           | ロジャー・ボイル 第2代オーラリー伯爵 (1646-1682)                                           | ロジャー・ボイル 第2代オーラリー伯爵 (1646-1682)                                              | ロジャー・ボイル 第2代オーラリー伯爵 (1646-1682)                                              | ロジャー・ボイル 第2代オーラリー伯爵 (1646-1682)                                              | ロジャー・ボイル 第2代オーラリー伯爵 (1646-1682)                                              |                                                                                               |                                                                                               |                                                                                            |                                                                                            |                                                                                            |                                                                                            |                                                                                            |                                                                                            |                                                                                           |                                                                                           |                                      |                                      |                              |                              |                              |                              |  |  |  |  |  |  |  |  |  |  |  |  |  |  |  |  |  |  |  |  |  |  |  |  |  |  |  |  |  |  |  |  |  |  |
|  |  |                  |                  |                  |                  |                                                                                              |                                                                                              |                                                                                              |                                                                                              |                                                                                              |                                                                                              |                                                                                               |                                                                                               |                                                                                               |                                                                                               |                                                                                               |                                                                                               |                                                           |                                                           |                                                                                             |                                                                                             |                                                                                             |                                                                                             |                                                                                             |                                                                                             |                                                                                            |                                                                                            |                                                                                               |                                                                                               |                                                                                               |                                                                                               |                                                                                               |                                                                                               |                                                                                            |                                                                                            |                                                                                            |                                                                                            |                                                                                            |                                                                                            |                                                                                           |                                                                                           |                                      |                                      |                              |                              |                              |                              |  |  |  |  |  |  |  |  |  |  |  |  |  |  |  |  |  |  |  |  |  |  |  |  |  |  |  |  |  |  |  |  |  |  |
|  |  |                  |                  |                  |                  | チャールズ・ボイル 第3代コーク伯爵 第2代バーリントン伯爵 第4代ダンガーヴァン子爵 (1660-1704) | チャールズ・ボイル 第3代コーク伯爵 第2代バーリントン伯爵 第4代ダンガーヴァン子爵 (1660-1704) | チャールズ・ボイル 第3代コーク伯爵 第2代バーリントン伯爵 第4代ダンガーヴァン子爵 (1660-1704) | チャールズ・ボイル 第3代コーク伯爵 第2代バーリントン伯爵 第4代ダンガーヴァン子爵 (1660-1704) | チャールズ・ボイル 第3代コーク伯爵 第2代バーリントン伯爵 第4代ダンガーヴァン子爵 (1660-1704) | チャールズ・ボイル 第3代コーク伯爵 第2代バーリントン伯爵 第4代ダンガーヴァン子爵 (1660-1704) |                                                                                               |                                                                                               | ヘンリー・ボイル 初代カールトン男爵 (1669-1725)                                               | ヘンリー・ボイル 初代カールトン男爵 (1669-1725)                                               | ヘンリー・ボイル 初代カールトン男爵 (1669-1725)                                               | ヘンリー・ボイル 初代カールトン男爵 (1669-1725)                                               | ヘンリー・ボイル 初代カールトン男爵 (1669-1725)           | ヘンリー・ボイル 初代カールトン男爵 (1669-1725)           |                                                                                             |                                                                                             | ライオネル・ボイル 第3代オーラリー伯爵 (1671-1703)                                          | ライオネル・ボイル 第3代オーラリー伯爵 (1671-1703)                                          | ライオネル・ボイル 第3代オーラリー伯爵 (1671-1703)                                          | ライオネル・ボイル 第3代オーラリー伯爵 (1671-1703)                                          | ライオネル・ボイル 第3代オーラリー伯爵 (1671-1703)                                         | ライオネル・ボイル 第3代オーラリー伯爵 (1671-1703)                                         |                                                                                               |                                                                                               | チャールズ・ボイル 第4代オーラリー伯爵 (1674-1731)                                            | チャールズ・ボイル 第4代オーラリー伯爵 (1674-1731)                                            | チャールズ・ボイル 第4代オーラリー伯爵 (1674-1731)                                            | チャールズ・ボイル 第4代オーラリー伯爵 (1674-1731)                                            | チャールズ・ボイル 第4代オーラリー伯爵 (1674-1731)                                         | チャールズ・ボイル 第4代オーラリー伯爵 (1674-1731)                                         |                                                                                            |                                                                                            |                                                                                            |                                                                                            |                                                                                           |                                                                                           |                                      |                                      |                              |                              |                              |                              |  |  |  |  |  |  |  |  |  |  |  |  |  |  |  |  |  |  |  |  |  |  |  |  |  |  |  |  |  |  |  |  |  |  |
|  |  |                  |                  |                  |                  | チャールズ・ボイル 第3代コーク伯爵 第2代バーリントン伯爵 第4代ダンガーヴァン子爵 (1660-1704) | チャールズ・ボイル 第3代コーク伯爵 第2代バーリントン伯爵 第4代ダンガーヴァン子爵 (1660-1704) | チャールズ・ボイル 第3代コーク伯爵 第2代バーリントン伯爵 第4代ダンガーヴァン子爵 (1660-1704) | チャールズ・ボイル 第3代コーク伯爵 第2代バーリントン伯爵 第4代ダンガーヴァン子爵 (1660-1704) | チャールズ・ボイル 第3代コーク伯爵 第2代バーリントン伯爵 第4代ダンガーヴァン子爵 (1660-1704) | チャールズ・ボイル 第3代コーク伯爵 第2代バーリントン伯爵 第4代ダンガーヴァン子爵 (1660-1704) |                                                                                               |                                                                                               | ヘンリー・ボイル 初代カールトン男爵 (1669-1725)                                               | ヘンリー・ボイル 初代カールトン男爵 (1669-1725)                                               | ヘンリー・ボイル 初代カールトン男爵 (1669-1725)                                               | ヘンリー・ボイル 初代カールトン男爵 (1669-1725)                                               | ヘンリー・ボイル 初代カールトン男爵 (1669-1725)           | ヘンリー・ボイル 初代カールトン男爵 (1669-1725)           |                                                                                             |                                                                                             | ライオネル・ボイル 第3代オーラリー伯爵 (1671-1703)                                          | ライオネル・ボイル 第3代オーラリー伯爵 (1671-1703)                                          | ライオネル・ボイル 第3代オーラリー伯爵 (1671-1703)                                          | ライオネル・ボイル 第3代オーラリー伯爵 (1671-1703)                                          | ライオネル・ボイル 第3代オーラリー伯爵 (1671-1703)                                         | ライオネル・ボイル 第3代オーラリー伯爵 (1671-1703)                                         |                                                                                               |                                                                                               | チャールズ・ボイル 第4代オーラリー伯爵 (1674-1731)                                            | チャールズ・ボイル 第4代オーラリー伯爵 (1674-1731)                                            | チャールズ・ボイル 第4代オーラリー伯爵 (1674-1731)                                            | チャールズ・ボイル 第4代オーラリー伯爵 (1674-1731)                                            | チャールズ・ボイル 第4代オーラリー伯爵 (1674-1731)                                         | チャールズ・ボイル 第4代オーラリー伯爵 (1674-1731)                                         |                                                                                            |                                                                                            |                                                                                            |                                                                                            |                                                                                           |                                                                                           |                                      |                                      |                              |                              |                              |                              |  |  |  |  |  |  |  |  |  |  |  |  |  |  |  |  |  |  |  |  |  |  |  |  |  |  |  |  |  |  |  |  |  |  |
|  |  |                  |                  |                  |                  | リチャード・ボイル 第4代コーク伯爵 第3代バーリントン伯爵 第5代ダンガーヴァン子爵 (1694-1753) | リチャード・ボイル 第4代コーク伯爵 第3代バーリントン伯爵 第5代ダンガーヴァン子爵 (1694-1753) | リチャード・ボイル 第4代コーク伯爵 第3代バーリントン伯爵 第5代ダンガーヴァン子爵 (1694-1753) | リチャード・ボイル 第4代コーク伯爵 第3代バーリントン伯爵 第5代ダンガーヴァン子爵 (1694-1753) | リチャード・ボイル 第4代コーク伯爵 第3代バーリントン伯爵 第5代ダンガーヴァン子爵 (1694-1753) | リチャード・ボイル 第4代コーク伯爵 第3代バーリントン伯爵 第5代ダンガーヴァン子爵 (1694-1753) |                                                                                               |                                                                                               |                                                                                               |                                                                                               |                                                                                               |                                                                                               |                                                           |                                                           |                                                                                             |                                                                                             | ヘンリエッタ・ハミルトン (-1732)                                                            | ヘンリエッタ・ハミルトン (-1732)                                                            | ヘンリエッタ・ハミルトン (-1732)                                                            | ヘンリエッタ・ハミルトン (-1732)                                                            | ヘンリエッタ・ハミルトン (-1732)                                                           | ヘンリエッタ・ハミルトン (-1732)                                                           |                                                                                               |                                                                                               | ジョン・ボイル 第5代コーク伯爵 第5代オーラリー伯爵 第6代ダンガーヴァン子爵 (1707-1762)        | ジョン・ボイル 第5代コーク伯爵 第5代オーラリー伯爵 第6代ダンガーヴァン子爵 (1707-1762)        | ジョン・ボイル 第5代コーク伯爵 第5代オーラリー伯爵 第6代ダンガーヴァン子爵 (1707-1762)        | ジョン・ボイル 第5代コーク伯爵 第5代オーラリー伯爵 第6代ダンガーヴァン子爵 (1707-1762)        | ジョン・ボイル 第5代コーク伯爵 第5代オーラリー伯爵 第6代ダンガーヴァン子爵 (1707-1762)     | ジョン・ボイル 第5代コーク伯爵 第5代オーラリー伯爵 第6代ダンガーヴァン子爵 (1707-1762)     |                                                                                            |                                                                                            | マーガレット・ハミルトン (1710-1758)                                                       | マーガレット・ハミルトン (1710-1758)                                                       | マーガレット・ハミルトン (1710-1758)                                                      | マーガレット・ハミルトン (1710-1758)                                                      | マーガレット・ハミルトン (1710-1758) | マーガレット・ハミルトン (1710-1758) |                              |                              |                              |                              |  |  |  |  |  |  |  |  |  |  |  |  |  |  |  |  |  |  |  |  |  |  |  |  |  |  |  |  |  |  |  |  |  |  |
|  |  |                  |                  |                  |                  | リチャード・ボイル 第4代コーク伯爵 第3代バーリントン伯爵 第5代ダンガーヴァン子爵 (1694-1753) | リチャード・ボイル 第4代コーク伯爵 第3代バーリントン伯爵 第5代ダンガーヴァン子爵 (1694-1753) | リチャード・ボイル 第4代コーク伯爵 第3代バーリントン伯爵 第5代ダンガーヴァン子爵 (1694-1753) | リチャード・ボイル 第4代コーク伯爵 第3代バーリントン伯爵 第5代ダンガーヴァン子爵 (1694-1753) | リチャード・ボイル 第4代コーク伯爵 第3代バーリントン伯爵 第5代ダンガーヴァン子爵 (1694-1753) | リチャード・ボイル 第4代コーク伯爵 第3代バーリントン伯爵 第5代ダンガーヴァン子爵 (1694-1753) |                                                                                               |                                                                                               |                                                                                               |                                                                                               |                                                                                               |                                                                                               |                                                           |                                                           |                                                                                             |                                                                                             | ヘンリエッタ・ハミルトン (-1732)                                                            | ヘンリエッタ・ハミルトン (-1732)                                                            | ヘンリエッタ・ハミルトン (-1732)                                                            | ヘンリエッタ・ハミルトン (-1732)                                                            | ヘンリエッタ・ハミルトン (-1732)                                                           | ヘンリエッタ・ハミルトン (-1732)                                                           |                                                                                               |                                                                                               | ジョン・ボイル 第5代コーク伯爵 第5代オーラリー伯爵 第6代ダンガーヴァン子爵 (1707-1762)        | ジョン・ボイル 第5代コーク伯爵 第5代オーラリー伯爵 第6代ダンガーヴァン子爵 (1707-1762)        | ジョン・ボイル 第5代コーク伯爵 第5代オーラリー伯爵 第6代ダンガーヴァン子爵 (1707-1762)        | ジョン・ボイル 第5代コーク伯爵 第5代オーラリー伯爵 第6代ダンガーヴァン子爵 (1707-1762)        | ジョン・ボイル 第5代コーク伯爵 第5代オーラリー伯爵 第6代ダンガーヴァン子爵 (1707-1762)     | ジョン・ボイル 第5代コーク伯爵 第5代オーラリー伯爵 第6代ダンガーヴァン子爵 (1707-1762)     |                                                                                            |                                                                                            | マーガレット・ハミルトン (1710-1758)                                                       | マーガレット・ハミルトン (1710-1758)                                                       | マーガレット・ハミルトン (1710-1758)                                                      | マーガレット・ハミルトン (1710-1758)                                                      | マーガレット・ハミルトン (1710-1758) | マーガレット・ハミルトン (1710-1758) |                              |                              |                              |                              |  |  |  |  |  |  |  |  |  |  |  |  |  |  |  |  |  |  |  |  |  |  |  |  |  |  |  |  |  |  |  |  |  |  |
|  |  |                  |                  |                  |                  |                                                                                              |                                                                                              |                                                                                              |                                                                                              |                                                                                              |                                                                                              |                                                                                               |                                                                                               |                                                                                               |                                                                                               |                                                                                               |                                                                                               |                                                           |                                                           |                                                                                             |                                                                                             |                                                                                             |                                                                                             |                                                                                             |                                                                                             |                                                                                            |                                                                                            |                                                                                               |                                                                                               |                                                                                               |                                                                                               |                                                                                               |                                                                                               |                                                                                            |                                                                                            |                                                                                            |                                                                                            |                                                                                            |                                                                                            |                                                                                           |                                                                                           |                                      |                                      |                              |                              |                              |                              |  |  |  |  |  |  |  |  |  |  |  |  |  |  |  |  |  |  |  |  |  |  |  |  |  |  |  |  |  |  |  |  |  |  |
|  |  |                  |                  |                  |                  |                                                                                              |                                                                                              |                                                                                              |                                                                                              |                                                                                              |                                                                                              |                                                                                               |                                                                                               |                                                                                               |                                                                                               |                                                                                               |                                                                                               |                                                           |                                                           |                                                                                             |                                                                                             |                                                                                             |                                                                                             |                                                                                             |                                                                                             |                                                                                            |                                                                                            |                                                                                               |                                                                                               |                                                                                               |                                                                                               |                                                                                               |                                                                                               |                                                                                            |                                                                                            |                                                                                            |                                                                                            |                                                                                            |                                                                                            |                                                                                           |                                                                                           |                                      |                                      |                              |                              |                              |                              |  |  |  |  |  |  |  |  |  |  |  |  |  |  |  |  |  |  |  |  |  |  |  |  |  |  |  |  |  |  |  |  |  |  |
|  |  |                  |                  |                  |                  |                                                                                              |                                                                                              |                                                                                              |                                                                                              |                                                                                              |                                                                                              |                                                                                               |                                                                                               |                                                                                               |                                                                                               |                                                                                               |                                                                                               | チャールズ・ボイル (1729-1759)                            | チャールズ・ボイル (1729-1759)                            | チャールズ・ボイル (1729-1759)                                                              | チャールズ・ボイル (1729-1759)                                                              | チャールズ・ボイル (1729-1759)                                                              | チャールズ・ボイル (1729-1759)                                                              |                                                                                             |                                                                                             | ハミルトン・ボイル 第6代コーク伯爵 第6代オーラリー伯爵 第7代ダンガーヴァン子爵 (1729-1764) | ハミルトン・ボイル 第6代コーク伯爵 第6代オーラリー伯爵 第7代ダンガーヴァン子爵 (1729-1764) | ハミルトン・ボイル 第6代コーク伯爵 第6代オーラリー伯爵 第7代ダンガーヴァン子爵 (1729-1764)    | ハミルトン・ボイル 第6代コーク伯爵 第6代オーラリー伯爵 第7代ダンガーヴァン子爵 (1729-1764)    | ハミルトン・ボイル 第6代コーク伯爵 第6代オーラリー伯爵 第7代ダンガーヴァン子爵 (1729-1764)    | ハミルトン・ボイル 第6代コーク伯爵 第6代オーラリー伯爵 第7代ダンガーヴァン子爵 (1729-1764)    |                                                                                               |                                                                                               | エドマンド・ボイル 第7代コーク伯爵 第7代オーラリー伯爵 第8代ダンガーヴァン子爵 (1742-1798) | エドマンド・ボイル 第7代コーク伯爵 第7代オーラリー伯爵 第8代ダンガーヴァン子爵 (1742-1798) | エドマンド・ボイル 第7代コーク伯爵 第7代オーラリー伯爵 第8代ダンガーヴァン子爵 (1742-1798) | エドマンド・ボイル 第7代コーク伯爵 第7代オーラリー伯爵 第8代ダンガーヴァン子爵 (1742-1798) | エドマンド・ボイル 第7代コーク伯爵 第7代オーラリー伯爵 第8代ダンガーヴァン子爵 (1742-1798) | エドマンド・ボイル 第7代コーク伯爵 第7代オーラリー伯爵 第8代ダンガーヴァン子爵 (1742-1798) |                                                                                           |                                                                                           |                                      |                                      |                              |                              |                              |                              |  |  |  |  |  |  |  |  |  |  |  |  |  |  |  |  |  |  |  |  |  |  |  |  |  |  |  |  |  |  |  |  |  |  |
|  |  |                  |                  |                  |                  |                                                                                              |                                                                                              |                                                                                              |                                                                                              |                                                                                              |                                                                                              |                                                                                               |                                                                                               |                                                                                               |                                                                                               |                                                                                               |                                                                                               | チャールズ・ボイル (1729-1759)                            | チャールズ・ボイル (1729-1759)                            | チャールズ・ボイル (1729-1759)                                                              | チャールズ・ボイル (1729-1759)                                                              | チャールズ・ボイル (1729-1759)                                                              | チャールズ・ボイル (1729-1759)                                                              |                                                                                             |                                                                                             | ハミルトン・ボイル 第6代コーク伯爵 第6代オーラリー伯爵 第7代ダンガーヴァン子爵 (1729-1764) | ハミルトン・ボイル 第6代コーク伯爵 第6代オーラリー伯爵 第7代ダンガーヴァン子爵 (1729-1764) | ハミルトン・ボイル 第6代コーク伯爵 第6代オーラリー伯爵 第7代ダンガーヴァン子爵 (1729-1764)    | ハミルトン・ボイル 第6代コーク伯爵 第6代オーラリー伯爵 第7代ダンガーヴァン子爵 (1729-1764)    | ハミルトン・ボイル 第6代コーク伯爵 第6代オーラリー伯爵 第7代ダンガーヴァン子爵 (1729-1764)    | ハミルトン・ボイル 第6代コーク伯爵 第6代オーラリー伯爵 第7代ダンガーヴァン子爵 (1729-1764)    |                                                                                               |                                                                                               | エドマンド・ボイル 第7代コーク伯爵 第7代オーラリー伯爵 第8代ダンガーヴァン子爵 (1742-1798) | エドマンド・ボイル 第7代コーク伯爵 第7代オーラリー伯爵 第8代ダンガーヴァン子爵 (1742-1798) | エドマンド・ボイル 第7代コーク伯爵 第7代オーラリー伯爵 第8代ダンガーヴァン子爵 (1742-1798) | エドマンド・ボイル 第7代コーク伯爵 第7代オーラリー伯爵 第8代ダンガーヴァン子爵 (1742-1798) | エドマンド・ボイル 第7代コーク伯爵 第7代オーラリー伯爵 第8代ダンガーヴァン子爵 (1742-1798) | エドマンド・ボイル 第7代コーク伯爵 第7代オーラリー伯爵 第8代ダンガーヴァン子爵 (1742-1798) |                                                                                           |                                                                                           |                                      |                                      |                              |                              |                              |                              |  |  |  |  |  |  |  |  |  |  |  |  |  |  |  |  |  |  |  |  |  |  |  |  |  |  |  |  |  |  |  |  |  |  |
|  |  |                  |                  |                  |                  |                                                                                              |                                                                                              |                                                                                              |                                                                                              |                                                                                              |                                                                                              |                                                                                               |                                                                                               |                                                                                               |                                                                                               |                                                                                               |                                                                                               |                                                           |                                                           |                                                                                             |                                                                                             |                                                                                             |                                                                                             |                                                                                             |                                                                                             |                                                                                            |                                                                                            |                                                                                               |                                                                                               |                                                                                               |                                                                                               |                                                                                               |                                                                                               |                                                                                            |                                                                                            |                                                                                            |                                                                                            |                                                                                            |                                                                                            |                                                                                           |                                                                                           |                                      |                                      |                              |                              |                              |                              |  |  |  |  |  |  |  |  |  |  |  |  |  |  |  |  |  |  |  |  |  |  |  |  |  |  |  |  |  |  |  |  |  |  |
|  |  |                  |                  |                  |                  |                                                                                              |                                                                                              |                                                                                              |                                                                                              |                                                                                              |                                                                                              |                                                                                               |                                                                                               |                                                                                               |                                                                                               |                                                                                               |                                                                                               |                                                           |                                                           |                                                                                             |                                                                                             |                                                                                             |                                                                                             |                                                                                             |                                                                                             | ジョン・ボイル (1765-1768)                                                                 | ジョン・ボイル (1765-1768)                                                                 | ジョン・ボイル (1765-1768)                                                                    | ジョン・ボイル (1765-1768)                                                                    | ジョン・ボイル (1765-1768)                                                                    | ジョン・ボイル (1765-1768)                                                                    |                                                                                               |                                                                                               | エドマンド・ボイル 第8代コーク伯爵 第8代オーラリー伯爵 第9代ダンガーヴァン子爵 (1767-1856) | エドマンド・ボイル 第8代コーク伯爵 第8代オーラリー伯爵 第9代ダンガーヴァン子爵 (1767-1856) | エドマンド・ボイル 第8代コーク伯爵 第8代オーラリー伯爵 第9代ダンガーヴァン子爵 (1767-1856) | エドマンド・ボイル 第8代コーク伯爵 第8代オーラリー伯爵 第9代ダンガーヴァン子爵 (1767-1856) | エドマンド・ボイル 第8代コーク伯爵 第8代オーラリー伯爵 第9代ダンガーヴァン子爵 (1767-1856) | エドマンド・ボイル 第8代コーク伯爵 第8代オーラリー伯爵 第9代ダンガーヴァン子爵 (1767-1856) |                                                                                           |                                                                                           |                                      |                                      |                              |                              |                              |                              |  |  |  |  |  |  |  |  |  |  |  |  |  |  |  |  |  |  |  |  |  |  |  |  |  |  |  |  |  |  |  |  |  |  |
|  |  |                  |                  |                  |                  |                                                                                              |                                                                                              |                                                                                              |                                                                                              |                                                                                              |                                                                                              |                                                                                               |                                                                                               |                                                                                               |                                                                                               |                                                                                               |                                                                                               |                                                           |                                                           |                                                                                             |                                                                                             |                                                                                             |                                                                                             |                                                                                             |                                                                                             | ジョン・ボイル (1765-1768)                                                                 | ジョン・ボイル (1765-1768)                                                                 | ジョン・ボイル (1765-1768)                                                                    | ジョン・ボイル (1765-1768)                                                                    | ジョン・ボイル (1765-1768)                                                                    | ジョン・ボイル (1765-1768)                                                                    |                                                                                               |                                                                                               | エドマンド・ボイル 第8代コーク伯爵 第8代オーラリー伯爵 第9代ダンガーヴァン子爵 (1767-1856) | エドマンド・ボイル 第8代コーク伯爵 第8代オーラリー伯爵 第9代ダンガーヴァン子爵 (1767-1856) | エドマンド・ボイル 第8代コーク伯爵 第8代オーラリー伯爵 第9代ダンガーヴァン子爵 (1767-1856) | エドマンド・ボイル 第8代コーク伯爵 第8代オーラリー伯爵 第9代ダンガーヴァン子爵 (1767-1856) | エドマンド・ボイル 第8代コーク伯爵 第8代オーラリー伯爵 第9代ダンガーヴァン子爵 (1767-1856) | エドマンド・ボイル 第8代コーク伯爵 第8代オーラリー伯爵 第9代ダンガーヴァン子爵 (1767-1856) |                                                                                           |                                                                                           |                                      |                                      |                              |                              |                              |                              |  |  |  |  |  |  |  |  |  |  |  |  |  |  |  |  |  |  |  |  |  |  |  |  |  |  |  |  |  |  |  |  |  |  |
|  |  |                  |                  |                  |                  |                                                                                              |                                                                                              |                                                                                              |                                                                                              |                                                                                              |                                                                                              |                                                                                               |                                                                                               |                                                                                               |                                                                                               |                                                                                               |                                                                                               |                                                           |                                                           |                                                                                             |                                                                                             |                                                                                             |                                                                                             |                                                                                             |                                                                                             |                                                                                            |                                                                                            |                                                                                               |                                                                                               |                                                                                               |                                                                                               |                                                                                               |                                                                                               |                                                                                            |                                                                                            |                                                                                            |                                                                                            |                                                                                            |                                                                                            |                                                                                           |                                                                                           |                                      |                                      |                              |                              |                              |                              |  |  |  |  |  |  |  |  |  |  |  |  |  |  |  |  |  |  |  |  |  |  |  |  |  |  |  |  |  |  |  |  |  |  |
|  |  |                  |                  |                  |                  |                                                                                              |                                                                                              |                                                                                              |                                                                                              |                                                                                              |                                                                                              | エドマンド・ボイル (1798-1826)                                                                | エドマンド・ボイル (1798-1826)                                                                | エドマンド・ボイル (1798-1826)                                                                | エドマンド・ボイル (1798-1826)                                                                | エドマンド・ボイル (1798-1826)                                                                | エドマンド・ボイル (1798-1826)                                                                |                                                           |                                                           | チャールズ・ボイル (1800-1834)                                                              | チャールズ・ボイル (1800-1834)                                                              | チャールズ・ボイル (1800-1834)                                                              | チャールズ・ボイル (1800-1834)                                                              | チャールズ・ボイル (1800-1834)                                                              | チャールズ・ボイル (1800-1834)                                                              |                                                                                            |                                                                                            |                                                                                               |                                                                                               |                                                                                               |                                                                                               |                                                                                               |                                                                                               | ジョン・ボイル                                                                             | ジョン・ボイル                                                                             | ジョン・ボイル                                                                             | ジョン・ボイル                                                                             | ジョン・ボイル                                                                             | ジョン・ボイル                                                                             |                                                                                           |                                                                                           |                                      |                                      |                              |                              |                              |                              |  |  |  |  |  |  |  |  |  |  |  |  |  |  |  |  |  |  |  |  |  |  |  |  |  |  |  |  |  |  |  |  |  |  |
|  |  |                  |                  |                  |                  |                                                                                              |                                                                                              |                                                                                              |                                                                                              |                                                                                              |                                                                                              | エドマンド・ボイル (1798-1826)                                                                | エドマンド・ボイル (1798-1826)                                                                | エドマンド・ボイル (1798-1826)                                                                | エドマンド・ボイル (1798-1826)                                                                | エドマンド・ボイル (1798-1826)                                                                | エドマンド・ボイル (1798-1826)                                                                |                                                           |                                                           | チャールズ・ボイル (1800-1834)                                                              | チャールズ・ボイル (1800-1834)                                                              | チャールズ・ボイル (1800-1834)                                                              | チャールズ・ボイル (1800-1834)                                                              | チャールズ・ボイル (1800-1834)                                                              | チャールズ・ボイル (1800-1834)                                                              |                                                                                            |                                                                                            |                                                                                               |                                                                                               |                                                                                               |                                                                                               |                                                                                               |                                                                                               | ジョン・ボイル                                                                             | ジョン・ボイル                                                                             | ジョン・ボイル                                                                             | ジョン・ボイル                                                                             | ジョン・ボイル                                                                             | ジョン・ボイル                                                                             |                                                                                           |                                                                                           |                                      |                                      |                              |                              |                              |                              |  |  |  |  |  |  |  |  |  |  |  |  |  |  |  |  |  |  |  |  |  |  |  |  |  |  |  |  |  |  |  |  |  |  |
|  |  |                  |                  |                  |                  |                                                                                              |                                                                                              |                                                                                              |                                                                                              |                                                                                              |                                                                                              |                                                                                               |                                                                                               |                                                                                               |                                                                                               |                                                                                               |                                                                                               |                                                           |                                                           | リチャード・ボイル 第9代コーク伯爵 第9代オーラリー伯爵 第10代ダンガーヴァン子爵 (1829-1904) | リチャード・ボイル 第9代コーク伯爵 第9代オーラリー伯爵 第10代ダンガーヴァン子爵 (1829-1904) | リチャード・ボイル 第9代コーク伯爵 第9代オーラリー伯爵 第10代ダンガーヴァン子爵 (1829-1904) | リチャード・ボイル 第9代コーク伯爵 第9代オーラリー伯爵 第10代ダンガーヴァン子爵 (1829-1904) | リチャード・ボイル 第9代コーク伯爵 第9代オーラリー伯爵 第10代ダンガーヴァン子爵 (1829-1904) | リチャード・ボイル 第9代コーク伯爵 第9代オーラリー伯爵 第10代ダンガーヴァン子爵 (1829-1904) |                                                                                            |                                                                                            |                                                                                               |                                                                                               |                                                                                               |                                                                                               |                                                                                               |                                                                                               | ジェラルド・ボイル                                                                         | ジェラルド・ボイル                                                                         | ジェラルド・ボイル                                                                         | ジェラルド・ボイル                                                                         | ジェラルド・ボイル                                                                         | ジェラルド・ボイル                                                                         |                                                                                           |                                                                                           |                                      |                                      |                              |                              |                              |                              |  |  |  |  |  |  |  |  |  |  |  |  |  |  |  |  |  |  |  |  |  |  |  |  |  |  |  |  |  |  |  |  |  |  |
|  |  |                  |                  |                  |                  |                                                                                              |                                                                                              |                                                                                              |                                                                                              |                                                                                              |                                                                                              |                                                                                               |                                                                                               |                                                                                               |                                                                                               |                                                                                               |                                                                                               |                                                           |                                                           | リチャード・ボイル 第9代コーク伯爵 第9代オーラリー伯爵 第10代ダンガーヴァン子爵 (1829-1904) | リチャード・ボイル 第9代コーク伯爵 第9代オーラリー伯爵 第10代ダンガーヴァン子爵 (1829-1904) | リチャード・ボイル 第9代コーク伯爵 第9代オーラリー伯爵 第10代ダンガーヴァン子爵 (1829-1904) | リチャード・ボイル 第9代コーク伯爵 第9代オーラリー伯爵 第10代ダンガーヴァン子爵 (1829-1904) | リチャード・ボイル 第9代コーク伯爵 第9代オーラリー伯爵 第10代ダンガーヴァン子爵 (1829-1904) | リチャード・ボイル 第9代コーク伯爵 第9代オーラリー伯爵 第10代ダンガーヴァン子爵 (1829-1904) |                                                                                            |                                                                                            |                                                                                               |                                                                                               |                                                                                               |                                                                                               |                                                                                               |                                                                                               | ジェラルド・ボイル                                                                         | ジェラルド・ボイル                                                                         | ジェラルド・ボイル                                                                         | ジェラルド・ボイル                                                                         | ジェラルド・ボイル                                                                         | ジェラルド・ボイル                                                                         |                                                                                           |                                                                                           |                                      |                                      |                              |                              |                              |                              |  |  |  |  |  |  |  |  |  |  |  |  |  |  |  |  |  |  |  |  |  |  |  |  |  |  |  |  |  |  |  |  |  |  |
|  |  |                  |                  |                  |                  |                                                                                              |                                                                                              |                                                                                              |                                                                                              |                                                                                              |                                                                                              |                                                                                               |                                                                                               |                                                                                               |                                                                                               |                                                                                               |                                                                                               |                                                           |                                                           |                                                                                             |                                                                                             |                                                                                             |                                                                                             |                                                                                             |                                                                                             |                                                                                            |                                                                                            |                                                                                               |                                                                                               |                                                                                               |                                                                                               |                                                                                               |                                                                                               |                                                                                            |                                                                                            |                                                                                            |                                                                                            |                                                                                            |                                                                                            |                                                                                           |                                                                                           |                                      |                                      |                              |                              |                              |                              |  |  |  |  |  |  |  |  |  |  |  |  |  |  |  |  |  |  |  |  |  |  |  |  |  |  |  |  |  |  |  |  |  |  |
|  |  |                  |                  |                  |                  |                                                                                              |                                                                                              |                                                                                              |                                                                                              |                                                                                              |                                                                                              | チャールズ・ボイル 第10代コーク伯爵 第10代オーラリー伯爵 第11代ダンガーヴァン子爵 (1861-1925) | チャールズ・ボイル 第10代コーク伯爵 第10代オーラリー伯爵 第11代ダンガーヴァン子爵 (1861-1925) | チャールズ・ボイル 第10代コーク伯爵 第10代オーラリー伯爵 第11代ダンガーヴァン子爵 (1861-1925) | チャールズ・ボイル 第10代コーク伯爵 第10代オーラリー伯爵 第11代ダンガーヴァン子爵 (1861-1925) | チャールズ・ボイル 第10代コーク伯爵 第10代オーラリー伯爵 第11代ダンガーヴァン子爵 (1861-1925) | チャールズ・ボイル 第10代コーク伯爵 第10代オーラリー伯爵 第11代ダンガーヴァン子爵 (1861-1925) |                                                           |                                                           | ロバート・ボイル 第11代コーク伯爵 第11代オーラリー伯爵 第12代ダンガーヴァン子爵 (1864-1934) | ロバート・ボイル 第11代コーク伯爵 第11代オーラリー伯爵 第12代ダンガーヴァン子爵 (1864-1934) | ロバート・ボイル 第11代コーク伯爵 第11代オーラリー伯爵 第12代ダンガーヴァン子爵 (1864-1934) | ロバート・ボイル 第11代コーク伯爵 第11代オーラリー伯爵 第12代ダンガーヴァン子爵 (1864-1934) | ロバート・ボイル 第11代コーク伯爵 第11代オーラリー伯爵 第12代ダンガーヴァン子爵 (1864-1934) | ロバート・ボイル 第11代コーク伯爵 第11代オーラリー伯爵 第12代ダンガーヴァン子爵 (1864-1934) |                                                                                            |                                                                                            | ウィリアム・ボイル 第12代コーク伯爵 第12代オーラリー伯爵 第13代ダンガーヴァン子爵 (1873-1967) | ウィリアム・ボイル 第12代コーク伯爵 第12代オーラリー伯爵 第13代ダンガーヴァン子爵 (1873-1967) | ウィリアム・ボイル 第12代コーク伯爵 第12代オーラリー伯爵 第13代ダンガーヴァン子爵 (1873-1967) | ウィリアム・ボイル 第12代コーク伯爵 第12代オーラリー伯爵 第13代ダンガーヴァン子爵 (1873-1967) | ウィリアム・ボイル 第12代コーク伯爵 第12代オーラリー伯爵 第13代ダンガーヴァン子爵 (1873-1967) | ウィリアム・ボイル 第12代コーク伯爵 第12代オーラリー伯爵 第13代ダンガーヴァン子爵 (1873-1967) |                                                                                            |                                                                                            | レジナルド・ボイル                                                                         | レジナルド・ボイル                                                                         | レジナルド・ボイル                                                                         | レジナルド・ボイル                                                                         | レジナルド・ボイル                                                                        | レジナルド・ボイル                                                                        |                                      |                                      |                              |                              |                              |                              |  |  |  |  |  |  |  |  |  |  |  |  |  |  |  |  |  |  |  |  |  |  |  |  |  |  |  |  |  |  |  |  |  |  |
|  |  |                  |                  |                  |                  |                                                                                              |                                                                                              |                                                                                              |                                                                                              |                                                                                              |                                                                                              | チャールズ・ボイル 第10代コーク伯爵 第10代オーラリー伯爵 第11代ダンガーヴァン子爵 (1861-1925) | チャールズ・ボイル 第10代コーク伯爵 第10代オーラリー伯爵 第11代ダンガーヴァン子爵 (1861-1925) | チャールズ・ボイル 第10代コーク伯爵 第10代オーラリー伯爵 第11代ダンガーヴァン子爵 (1861-1925) | チャールズ・ボイル 第10代コーク伯爵 第10代オーラリー伯爵 第11代ダンガーヴァン子爵 (1861-1925) | チャールズ・ボイル 第10代コーク伯爵 第10代オーラリー伯爵 第11代ダンガーヴァン子爵 (1861-1925) | チャールズ・ボイル 第10代コーク伯爵 第10代オーラリー伯爵 第11代ダンガーヴァン子爵 (1861-1925) |                                                           |                                                           | ロバート・ボイル 第11代コーク伯爵 第11代オーラリー伯爵 第12代ダンガーヴァン子爵 (1864-1934) | ロバート・ボイル 第11代コーク伯爵 第11代オーラリー伯爵 第12代ダンガーヴァン子爵 (1864-1934) | ロバート・ボイル 第11代コーク伯爵 第11代オーラリー伯爵 第12代ダンガーヴァン子爵 (1864-1934) | ロバート・ボイル 第11代コーク伯爵 第11代オーラリー伯爵 第12代ダンガーヴァン子爵 (1864-1934) | ロバート・ボイル 第11代コーク伯爵 第11代オーラリー伯爵 第12代ダンガーヴァン子爵 (1864-1934) | ロバート・ボイル 第11代コーク伯爵 第11代オーラリー伯爵 第12代ダンガーヴァン子爵 (1864-1934) |                                                                                            |                                                                                            | ウィリアム・ボイル 第12代コーク伯爵 第12代オーラリー伯爵 第13代ダンガーヴァン子爵 (1873-1967) | ウィリアム・ボイル 第12代コーク伯爵 第12代オーラリー伯爵 第13代ダンガーヴァン子爵 (1873-1967) | ウィリアム・ボイル 第12代コーク伯爵 第12代オーラリー伯爵 第13代ダンガーヴァン子爵 (1873-1967) | ウィリアム・ボイル 第12代コーク伯爵 第12代オーラリー伯爵 第13代ダンガーヴァン子爵 (1873-1967) | ウィリアム・ボイル 第12代コーク伯爵 第12代オーラリー伯爵 第13代ダンガーヴァン子爵 (1873-1967) | ウィリアム・ボイル 第12代コーク伯爵 第12代オーラリー伯爵 第13代ダンガーヴァン子爵 (1873-1967) |                                                                                            |                                                                                            | レジナルド・ボイル                                                                         | レジナルド・ボイル                                                                         | レジナルド・ボイル                                                                         | レジナルド・ボイル                                                                         | レジナルド・ボイル                                                                        | レジナルド・ボイル                                                                        |                                      |                                      |                              |                              |                              |                              |  |  |  |  |  |  |  |  |  |  |  |  |  |  |  |  |  |  |  |  |  |  |  |  |  |  |  |  |  |  |  |  |  |  |
|  |  |                  |                  |                  |                  |                                                                                              |                                                                                              |                                                                                              |                                                                                              |                                                                                              |                                                                                              |                                                                                               |                                                                                               |                                                                                               |                                                                                               |                                                                                               |                                                                                               |                                                           |                                                           |                                                                                             |                                                                                             |                                                                                             |                                                                                             |                                                                                             |                                                                                             |                                                                                            |                                                                                            |                                                                                               |                                                                                               |                                                                                               |                                                                                               |                                                                                               |                                                                                               |                                                                                            |                                                                                            |                                                                                            |                                                                                            |                                                                                            |                                                                                            |                                                                                           |                                                                                           |                                      |                                      |                              |                              |                              |                              |  |  |  |  |  |  |  |  |  |  |  |  |  |  |  |  |  |  |  |  |  |  |  |  |  |  |  |  |  |  |  |  |  |  |
|  |  |                  |                  |                  |                  |                                                                                              |                                                                                              |                                                                                              |                                                                                              |                                                                                              |                                                                                              |                                                                                               |                                                                                               |                                                                                               |                                                                                               |                                                                                               |                                                                                               |                                                           |                                                           |                                                                                             |                                                                                             |                                                                                             |                                                                                             |                                                                                             |                                                                                             |                                                                                            |                                                                                            | パトリック・ボイル 第13代コーク伯爵 第13代オーラリー伯爵 第14代ダンガーヴァン子爵 (1910-1995) | パトリック・ボイル 第13代コーク伯爵 第13代オーラリー伯爵 第14代ダンガーヴァン子爵 (1910-1995) | パトリック・ボイル 第13代コーク伯爵 第13代オーラリー伯爵 第14代ダンガーヴァン子爵 (1910-1995) | パトリック・ボイル 第13代コーク伯爵 第13代オーラリー伯爵 第14代ダンガーヴァン子爵 (1910-1995) | パトリック・ボイル 第13代コーク伯爵 第13代オーラリー伯爵 第14代ダンガーヴァン子爵 (1910-1995) | パトリック・ボイル 第13代コーク伯爵 第13代オーラリー伯爵 第14代ダンガーヴァン子爵 (1910-1995) |                                                                                            |                                                                                            | ジョン・ボイル 第14代コーク伯爵 第14代オーラリー伯爵 第15代ダンガーヴァン子爵 (1916-2003)  | ジョン・ボイル 第14代コーク伯爵 第14代オーラリー伯爵 第15代ダンガーヴァン子爵 (1916-2003)  | ジョン・ボイル 第14代コーク伯爵 第14代オーラリー伯爵 第15代ダンガーヴァン子爵 (1916-2003)  | ジョン・ボイル 第14代コーク伯爵 第14代オーラリー伯爵 第15代ダンガーヴァン子爵 (1916-2003)  | ジョン・ボイル 第14代コーク伯爵 第14代オーラリー伯爵 第15代ダンガーヴァン子爵 (1916-2003) | ジョン・ボイル 第14代コーク伯爵 第14代オーラリー伯爵 第15代ダンガーヴァン子爵 (1916-2003) |                                      |                                      |                              |                              |                              |                              |  |  |  |  |  |  |  |  |  |  |  |  |  |  |  |  |  |  |  |  |  |  |  |  |  |  |  |  |  |  |  |  |  |  |
|  |  |                  |                  |                  |                  |                                                                                              |                                                                                              |                                                                                              |                                                                                              |                                                                                              |                                                                                              |                                                                                               |                                                                                               |                                                                                               |                                                                                               |                                                                                               |                                                                                               |                                                           |                                                           |                                                                                             |                                                                                             |                                                                                             |                                                                                             |                                                                                             |                                                                                             |                                                                                            |                                                                                            | パトリック・ボイル 第13代コーク伯爵 第13代オーラリー伯爵 第14代ダンガーヴァン子爵 (1910-1995) | パトリック・ボイル 第13代コーク伯爵 第13代オーラリー伯爵 第14代ダンガーヴァン子爵 (1910-1995) | パトリック・ボイル 第13代コーク伯爵 第13代オーラリー伯爵 第14代ダンガーヴァン子爵 (1910-1995) | パトリック・ボイル 第13代コーク伯爵 第13代オーラリー伯爵 第14代ダンガーヴァン子爵 (1910-1995) | パトリック・ボイル 第13代コーク伯爵 第13代オーラリー伯爵 第14代ダンガーヴァン子爵 (1910-1995) | パトリック・ボイル 第13代コーク伯爵 第13代オーラリー伯爵 第14代ダンガーヴァン子爵 (1910-1995) |                                                                                            |                                                                                            | ジョン・ボイル 第14代コーク伯爵 第14代オーラリー伯爵 第15代ダンガーヴァン子爵 (1916-2003)  | ジョン・ボイル 第14代コーク伯爵 第14代オーラリー伯爵 第15代ダンガーヴァン子爵 (1916-2003)  | ジョン・ボイル 第14代コーク伯爵 第14代オーラリー伯爵 第15代ダンガーヴァン子爵 (1916-2003)  | ジョン・ボイル 第14代コーク伯爵 第14代オーラリー伯爵 第15代ダンガーヴァン子爵 (1916-2003)  | ジョン・ボイル 第14代コーク伯爵 第14代オーラリー伯爵 第15代ダンガーヴァン子爵 (1916-2003) | ジョン・ボイル 第14代コーク伯爵 第14代オーラリー伯爵 第15代ダンガーヴァン子爵 (1916-2003) |                                      |                                      |                              |                              |                              |                              |  |  |  |  |  |  |  |  |  |  |  |  |  |  |  |  |  |  |  |  |  |  |  |  |  |  |  |  |  |  |  |  |  |  |
|  |  |                  |                  |                  |                  |                                                                                              |                                                                                              |                                                                                              |                                                                                              |                                                                                              |                                                                                              |                                                                                               |                                                                                               |                                                                                               |                                                                                               |                                                                                               |                                                                                               |                                                           |                                                           |                                                                                             |                                                                                             |                                                                                             |                                                                                             |                                                                                             |                                                                                             |                                                                                            |                                                                                            |                                                                                               |                                                                                               |                                                                                               |                                                                                               |                                                                                               |                                                                                               |                                                                                            |                                                                                            | ジョン・ボイル 第15代コーク伯爵 第15代オーラリー伯爵 第16代ダンガーヴァン子爵 (1945-)      |                                                                                            |                                                                                            |                                                                                            |                                                                                           |                                                                                           |                                      |                                      |                              |                              |                              |                              |  |  |  |  |  |  |  |  |  |  |  |  |  |  |  |  |  |  |  |  |  |  |  |  |  |  |  |  |  |  |  |  |  |  |